# Marc Castellsagué Rabert
Marc Castellsagué Rabert (Llerona, 22 d'octubre de 1987) és un entrenador de futbol català. Ha entrenat a diversos equips d'Europa, Àsia, Àfrica, Sud-amèrica i Estats Units.
El seu avi fou un dels fundadors del Club Esportiu Llerona. Castellsagué va formar a les categories inferiors, passant pel Club de Futbol de Mollet, entrenant el CE Premià i l'AEC Manlleu, i als equips base de l'Espanyol. Després va fitxar com a segon entrenador del filial del Girona FC, per passar a ser primer entrenador de l'Andorra FC, el 2017. Posteriorment va marxar al Paraguai per entrenar el Club Guaraní del Paraguai. També ha col·laborat amb la Federació de Futbol del Kazakhstan, amb els equips sub-13, sub-14 i sub-15.